# Yardena
Yardena (hebräisch: יַרְדֵנָה), auch Jardena, ist ein Vorname.

## Herkunft und Bedeutung
Der Name ist die weibliche hebräische Form von Jordan. Die männliche Form ist Yarden.
In anderen Sprachen lautet der Name Yordana/Yordanka (bulgarisch), Jordyn (englisch), Jordana (mazedonisch, portugiesisch, spanisch). 

## Bekannte Namensträgerinnen
- Yardena Alotin (1930–1994),  israelische Komponistin und Pianistin
- Yardena Arazi (* 1951), israelische Sängerin
- Jardena Flückiger, Schweizer Opernsängerin